# Карл Ото фон Золмс-Лаубах-Утфе и Текленбург
Карл Ото фон Золмс-Лаубах-Утфе и Текленбург (на немски: Karl Otto zu Solms-Laubach-Utphe und Tecklenburg; * 13 септември 1673, Вилденфелс; † 16 февруари 1743, Утфе) е граф на Золмс-Лаубах-Утфе и Текленбург.

## Произход
Той е третият син на граф Йохан Фридрих фон Золмс-Барут-Вилденфелс (1625 – 1696) и съпругата му графиня Бенигна фон Промниц (1648 – 1702), дъщеря на граф Зигмунд Зайфрид фон Промниц (1595 – 1654) и втората му съпруга Катарина Елизабет фон Шьонбург-Лихтенщайн (1625 – 1656). По-малък брат е на Фридрих Ернст (1671 – 1723), граф на Золмс-Лаубах, и по-голям брат на Ото Хайнрих Вилхелм (1675 – 1741), граф на Золмс-Вилденфелс.

## Фамилия
Карл Ото се жени на 10 ноември 1703 г. във Вилденфелс за графиня Луиза Албертина фон Шьонбург-Хартенщайн (* 9 март 1686; † 7 декември 1740), дъщеря на граф Ото Лудвиг фон Шьонбург-Хартенщайн (1643 – 1701) и графиня София Магдалена фон Лайнинген-Вестербург (1651 – 1726). Те имат 18 деца:
- Карл Лудвиг (1704 – 1762)
- Луиза Шарлота (1705 – 1781)
- София Магдалена Бенигна (1707 – 1744), омъжена на 9 март 1726 г. в Утфе за княз Фридрих Вилхелм фон Золмс-Браунфелс (1696 – 1761)
- Фридерика Луиза (1708 – 1714)
- Ердмута Хенриета (1709 – 1791)
- Фридрих Ото (1710 – 1710)
- Албертина (1711 – 1773)
- Елеонора (1712 – 1712)
- Ото (1713 – 1714)
- Вилхелм Фридрих (1715 – 1715)
- Йохан Фридрих (1717 – 1717)
- дъщеря (1717)
- Хайнрих Ернст (1718 – 1718)
- Христиан Ви (1719 – 1720)
- Фердинанд Фридрих (1721 – 1723)
- Вилхелмина (1723 – 1773), омъжена на 4 май 1744 г. в Утфе за граф Вилхелм Хайнрих фон Шьонбург-Лихтенщайн (1714 – 1750)
- Августа (1724 – 1724)
- Елизабет Фридерика (1725 – 1758), омъжена на 26 май 1751 г. за Л.Ф. фон Лингелсхайм